# 森特鎮區 (堪薩斯州多尼芬縣)
森特鎮區（英語：Center Township）為美國堪薩斯州多尼芬縣轄下的鎮區。2010年美国人口普查中該鎮區人口有1,703人。

## 歷史
森特鎮區於1856年設立。

## 地理
森特鎮區涵蓋總面積為164.09平方（63.36平方英里）。

### 行政區劃
- 城市：特洛伊（縣治）

### 墓園
根據美國地質調查局的資料，此鎮區擁有4座墓園：
- 查爾斯頓墓園（Charleston Cemetery）
- 考特爾-里奇墓園（Courter-Ritchey Cemetery）
- 芒特奧利夫墓園（Mount Olive Cemetery）
- 聖查爾斯墓園（Saint Charles Cemetery）

### 溪流
通過此鎮區的溪流有：
- 莫斯基托溪（Mosquito Creek）

### 機場
- 馬斯特斯飛行場（Masters Field）
- 特洛伊機場（Troy Airport）

## 人口統計
根據2010年美國人口普查，森特鎮區人口有1,703人，住房757戶，人口密度為10.38人/每平方公里。此鎮區居民之種族中，白人佔96.95%，非裔美國人佔0.7%，美洲原住民佔0.35%，亞裔美國人佔0.18%，太平洋島裔美國人佔0%，其他種族佔0.12%，混血種族則佔1.7%。而西班牙裔或拉丁裔美國人佔此鎮區人口的2.41%。

## 外部連結
- City-Data.com （页面存档备份，存于）